# L'isola dell'angelo caduto
L'isola dell'angelo caduto è un romanzo scritto da Carlo Lucarelli e pubblicato nel 1999. 
Dal libro è stato tratto l'omonimo film, diretto dallo stesso autore.

## Trama
Il 5 gennaio 1925, all'indomani del discorso di Mussolini alla Camera con cui si assume la responsabilità del delitto Matteotti, su un'isola di cui non è detto il nome (ma che ha forti somiglianze con Ventotene) viene ritrovato sfracellato sugli scogli sotto uno strapiombo il corpo di Miranda, un membro della Milizia Volontaria per la Sicurezza Nazionale con fama di donnaiolo. La Milizia ha, in effetti, il compito di sorvegliare la colonia penale che sorge sull'isola, in località Capo d'Angelo (già Capo dell'Angelo Caduto), detta informalmente la Cajenna, in cui risiedono diversi confinati politici. Il giovane commissario di polizia, giunto sull'isola un paio d'anni prima con la moglie (la quale, insofferente della destinazione del marito, ascolta ossessivamente un disco con la canzone Ludovico) indaga sull'accaduto avvalendosi, oltre che dell'unico brigadiere a sua disposizione, della consulenza del professor Valenza, un anatomo-patologo confinato già docente all'Università di Napoli. Molte sono le persone che ascolta allo scopo: il federale del Partito Nazionale Fascista (la cui avvenente moglie era ballerina di fila e, all'occorrenza, meretrice), l'informatore Zecchino, l'animalesco capomanipolo della Milizia Mazzarino, il seguace di Aleister Crowley Santana (detto l'Inglese benché nato all'Aquila), l'anticonformista moglie di quest'ultimo e l'ufficiale postelegrafonico.
Due giorni dopo anche Zecchino viene ritrovato senza vita, apparentemente scivolato in un dirupo in modo accidentale; sorte analoga capita il giorno successivo all'ufficiale delle poste, trovato impiccato nel suo ufficio. Mazzarino affronta il commissario dichiarando che con le indagini che sta conducendo per conto della Milizia giungerà alla verità prima di lui. Quest'ultimo riceve poi un telegramma che gli annuncia il tanto sospirato trasferimento, sollecitandolo a partire il prima possibile: ciò gli suscita un dilemma interiore tra l'obbedire celermente e il temporeggiare per chiudere i casi. Decide per la seconda opzione e fa esaminare i cadaveri da Valenza, prelevato nottetempo dalla Cajenna: il suo referto è che Miranda sarebbe stato ucciso in un impeto di rabbia con un tacco a spillo, cosa che incriminerebbe una donna piuttosto che il principale indiziato fino a quel momento (il farmacista, la cui figlia era stata sedotta da Miranda). Intanto Mazzarino, fatti salire il sottosegretario e la moglie (vera responsabile del primo omicidio) su una lancia a motore col pretesto di accompagnarli a una nave che passa nei pressi dell'isola, uccide entrambi.
L'Inglese, sua moglie ed altri membri della setta (più Martina, la servetta tredicenne del commissario) vengono sorpresi in un rito orgiastico da Mazzarino, che ha mandato a chiamare anche il commissario e il brigadiere. Il capomanipolo accusa l'Inglese e la moglie di aver ucciso Miranda, che sarebbe stato parte della loro congrega ma avrebbe desiderato uscirne, e gli altri due che sapevano troppo. Nella confusione che ne segue, i due accusati perdono la vita.
Dopo aver avallato la versione di Mazzarino, il commissario si accinge a partire, ma frugando tra le carte dell'ufficiale postale scopre che due anni prima il governo aveva dato ordine di chiudere la colonia penale e di evacuarla, e che Mazzarino, colto da manie di onnipotenza, aveva spedito un telegramma in cui affermava falsamente che la nave su cui viaggiavano militi e confinati era affondata portandoli tutti con sé negli abissi. Sospettando dell'autenticità anche del telegramma inviato a lui, il commissario con l'aiuto dei marinai della capitaneria di porto attacca la Cajenna e fa braccare Mazzarino, nel frattempo fuggito, riuscendo infine ad abbatterlo.
Il commissario rimane sull'isola, perché non giunge nessun nuovo telegramma di trasferimento, mentre la moglie si rinchiude sempre più nella follia.

## Anacronismi
Come ammesso dall'autore, nel romanzo sono presenti due anacronismi particolarmente evidenti: il confino per gli antifascisti militanti divenne effettivo solo diversi anni dopo il 1925, mentre la canzonetta Lodovico (nel libro scritta Ludovico), portata al successo da Vittorio de Sica, fu composta solo nel 1931.

## Edizioni
- Carlo Lucarelli, L'isola dell'angelo caduto, collana I Coralli, n. 106, Torino, Einaudi, 1999, ISBN 8806147420.
- Carlo Lucarelli, L'isola dell'angelo caduto, collana I Miti, n. 184, Milano, Mondadori, 2000, ISBN 8804483385.
- Carlo Lucarelli, L'isola dell'angelo caduto, collana Einaudi tascabili, n. 819, Torino, Einaudi, 2000, ISBN 880615835X.
- Carlo Lucarelli, L'isola dell'angelo caduto, collana Noir italiano 1, La biblioteca di Repubblica e l'Espresso, 2000, ISBN non esistente.